# Паркино
Паркино — село в Сурском районе Ульяновской области, входит в состав Астрадамовского сельского поселения.

## География
Находится на реке Чилим на расстоянии примерно 36 километров по прямой на северо-восток от районного центра — посёлка Сурское.

## История
В 1913 в селе было дворов 220, жителей 1374 (преимущественно мордва) и церковь со школой. В поздние советские годы работал совхоз «Искра».

## Население
Население составляло 207 человек в 2002 году (русские 36 %, мордва 37 %), 167 по переписи 2010 года.